# Clubiona bukaea
Clubiona bukaea là một loài nhện trong họ Clubionidae.
Loài này thuộc chi Clubiona. Clubiona bukaea được Alberto Barrion & James A. Litsinger miêu tả năm 1995.